# ШРЦ Запрешич
ШРЦ Запрешич (хорв. Stadion Ivan Laljak-Ivić) — футбольный стадион в спортивном комплексе в Запрешиче, Хорватия. Основным пользователем этого стадиона является футбольный клуб ФК Инкер Запрешич. Вместимость стадиона составляет 5528 человек.

## История
Стадион строился постепенно. Первое футбольное поле на нынешнем месте стадиона было открыто ещё в 1962 году. В 1987 году была построена большая восточная трибуна для Летней Универсиады, состоявшейся в том же году. В 2005 году, после того как ФК Инкер Запрешич занял второе место в Первой хорватской футбольной лиге, стадион получил новые прожекторы. В 2016 году город Запрешич принял решение о перестройке прилегающих тренировочных площадок внутри комплекса. Для этой цели было построено совершенно новое поле с искусственным газоном, а также было отремонтировано меньшее, уже существующее поле с искусственным газоном. В мае 2018 года началась реконструкция основного футбольного поля. Это включало в себя внедрение нового дренажа земли, системы подогрева земли и установку новой гибридной травы. 14 декабря 2019 года состоялось собрание Инкер Запрешич, посвященное 90-летию клуба. Собрание приняло решение переименовать ШРЦ Запрешич в стадион имени Ивана Лаляка-Ивича в честь покойного президента. Под руководством Лаляка-Ивича Инкер вошел в Первую лигу Хорватии и добился своего наибольшего успеха, выиграв кубок Хорватии.

## Другие активы внутри комплекса
Кроме футбольных объектов, внутри комплекса есть: многофункциональный зал, используемый различными местными спортивными клубами, Университет прикладных наук Запрешича, а также сопутствующие объекты, такие как библиотека и студенческая столовая, несколько кафе, общественные объединения и ресторан Novi Dvori.

## Примечание
1. ↑  Untitled Document. web.archive.org (22 декабря 2008). Дата обращения: 9 февраля 2025.
2. ↑  NK Inter Zaprešić | Povijest kluba. web.archive.org (1 июня 2020). Дата обращения: 9 февраля 2025.
3. ↑  Televizija Zapad. Televizija Zapad - Infopunkt 15.7.2016. (15 июля 2016). Дата обращения: 9 февраля 2025.
4. ↑  ZAPOČELI RADOVI NA GLAVNOM TERENU. web.archive.org (22 мая 2018). Дата обращения: 9 февраля 2025.
5. ↑  Contact us - University of Applied Sciences. University of Applied Sciences (англ.). Дата обращения: 9 февраля 2025.
6. ↑  Caffe Bar BAK (англ.). Foursquare. Дата обращения: 9 февраля 2025.
7. ↑  KAKO DO NAS | (хорв.). Дата обращения: 9 февраля 2025.
8. ↑  Restoran NOVI DVORI, Zaprešić - Gastronaut restorani. www.gastronaut.hr. Дата обращения: 9 февраля 2025.